# Jazyková komika
Jazyková komika je estetická studie psychoanalytika, spisovatele, básníka, publicisty, filosofa, estetika, sociologa a biologa Bohuslava Brouka (1912-1978), vydaná v pražském nakladatelství  Václav Petr v roce 1941, autorem obálky je Karel Černý.
Průkopnické strukturalistické dílo, svým humorným zaměřením blízké surrealismu, v němž jeho autor zavádí typologii jednotlivých jazykových forem komiky. Po skončení druhé světové války byla publikace obhájena jako dizertační práce u profesorů Jana Mukařovského, Otakara R. Machotky a Jana B. Kozáka na Filozofické fakultě Univerzity Karlovy. Prof. Mukařovský ve svém posudku mj. uvedl, že hlavní zásluhou Broukovy práce je „vyhledání co nejúplnějšího seznamu možností, které jazykový materiál komičnu poskytuje, a roztřídění tohoto značně bohatého i různorodého materiálu“.

## Obsah knihy
- 1. Komické projevy jazykové
- 2. Zvukově komická mluva a její význam
- 3. Komický slovník, tvarosloví a skladba
- 4. Komické slovní hříčky a vtipy
- 5. Komický záznam

## Recenze
- BEČKA, J[osef] V. Komika a humor v jazyce. Naše řeč, 1946, r. 30, č. 4-5.
- SVOBODA, K. Jazyková komika. Listy filologické, 1942, r. 69, seš. 4, s. 280-282.
- TOMÁŠEK, Petr. Teorie komiky nebo komická teorie?: Bohuslav Brouk estetikem. In GILK, Erik (ed.). Karel Poláček a podoby humoru v české literatuře 19. a 20. století: Sborník příspěvků ze sympozia Karel Poláček a podoby humoru v české literatuře 19. a 20. století konaného 20.-22. května 2004 v Rychnově nad Kněžnou. Boskovice: František Šalé – Albert, 2004, s. 34-40.
- TROST, P[avel]. Bohuslav Brouk: Jazyková komika, estetická studie. Česká mysl, květen-červen 1942, r. XXXVI, seš. 3, s. 137.
- T[ROST], P[avel]. O jazykové komice. Slovo a slovesnost, 1941, r. VII, s. 219–220.
- Úvahy a postřehy (rubrika). Nedělní příloha Národní politiky, 20. července 1941, r. 59, č. 200, s. 3.